# Chiesa di Santa Maria Goretti
La chiesa di Santa Maria Goretti è la chiesa parrocchiale di Rispescia, frazione del comune di Grosseto.

## Storia
L'edificio religioso fu realizzato agli inizi degli anni cinquanta del XX secolo, in concomitanza con la fondazione del borgo di Rispescia a seguito della riforma fondiaria. Progettata dall'architetto Carlo Boccianti su committenza dell'Ente Maremma, fu costruita con l'annessa casa canonica tra il 1951 e il 1953. La prima pietra fu posizionata il 21 dicembre 1951, alla presenza del ministro Amintore Fanfani, e la costruzione fu terminata il 24 marzo 1953. La consacrazione avvenne il 6 luglio 1954.
La parrocchia fu istituita dal vescovo Pacifico Giulio Vanni il 26 ottobre 1954, andando a sostituire ed incorporando la parrocchia di Santa Maria delle Grazie che aveva sede nella cappella del Grancia; la parrocchia di Rispescia finì compresa nella diocesi di Pitigliano-Sovana e soltanto il 7 ottobre 1975, con decreto della Sacra congregazione per i vescovi, fu trasferita nella diocesi di Grosseto. La parrocchia entrò ufficialmente in vigore nella nuova diocesi il 26 gennaio 1976 e venne riconosciuta civilmente il 10 marzo 1977.
Negli anni successivi l'edificio è stato sottoposto a vari interventi di restauro e adeguamento. Dopo un periodo di declino, nel 1989 fu oggetto di ristrutturazioni e, dopo quattro anni di lavori, la chiesa riaprì al culto il 20 giugno 1993, con cerimonia di dedicazione effettuata dal vescovo Angelo Scola.

## Descrizione
La chiesa, intitolata a santa Maria Goretti, si presenta come un semplice edificio ad aula unica, con strutture murarie esterne interamente rivestite in intonaco.
Sulla facciata principale, asimmetrica, si apre il portale d'ingresso architravato, sopra il quale sporge una lanterna, alla cui destra si apre una monofora a sesto acuto e alla cui sinistra vi è collocato un Crocifisso. La metà destra della facciata si presenta con tetto a capanna, mentre la parte sinistra si caratterizza per la presenza di un campanile a vela mediale con unica campana e di un tetto spiovente laterale, ad altezza inferiore di quello della metà destra, che ripara il crocifisso sottostante. La parte posteriore dell'edificio termina con un'abside ottagonale.
L'interno è a navata unica ed è decorato, nell'area absidale sulla parete posteriore che la delimita, da affreschi realizzati dal pittore bergamasco Agostino Manini sul finire degli anni cinquanta, che rappresentano il Crocifisso, Due angeli, i Quattro evangelisti e l'Eterno Padre.